# Tubarão-pigmeu
O Tubarão-pigmeu (Euprotomicrus bispinatus), o segundo menor de todas as espécies de tubarões após o lanternshark anão, é um tubarão dorminhoco da família Dalatiidae, o único membro do género Euprotomicrus. Seu comprimento é de até cerca de 25 cm (10 pol) para as fêmeas e cerca de 22 cm (8,7 polegadas) para os machos.
Tubarões pigmeus são ovovivíparos e produzem cerca de oito filhotes em cada ninhada.